# 赵仁荣
赵仁荣（?—?），元朝大臣，表字伯华，惠州滦阳县（今河北省迁西县西北）人，元成宗时中书参知政事。
赵仁荣是安西王相赵炳之子。元世祖至元二十年（1283年），赵炳被安西王府官员郭琮等人囚禁毒杀，赵仁荣诉冤，元世祖命将郭琮逮捕，后来官至佥甘肃行省事。至元二十六年（1287年）桑哥为相，钩考甘肃行尚书省，因事罢职。桑哥倒台后，起复为江浙行省左丞。元成宗大德四年（1300年），为南台御史中丞。大德七年（1303年），奉旨宣抚江南、湖广。大德八年（1304年），入朝为中书省参知政事。大德十一年（1307年），元成宗驾崩，元武宗即位，赵仁荣拜为太子詹事。